# Primera División 1940/41
De Primera División 1940/41 was de tiende uitvoering van de hoogste betaaldvoetbalafdeling in Spanje. Het seizoen begon op 29 september 1940 en eindigde op 2 maart 1941. Athletic Aviación de Madrid werd voor het tweede jaar op rij landskampioen. Door de uitbreiding van de competitie in het volgende seizoen, konden clubs niet rechtstreeks degraderen. De twee laatste clubs moesten een promotie/degradatiewedstrijd spelen tegen een club uit de Secunda División om zich te kunnen handhaven.

## Eindstand
| Positie | Club                        | Wedstrijden | Winst | Gelijk | Verlies | DV | DT | Doelsaldo | Punten |
| ------- | --------------------------- | ----------- | ----- | ------ | ------- | -- | -- | --------- | ------ |
| 1       | Athletic Aviación de Madrid | 22          | 13    | 7      | 2       | 70 | 36 | 34        | 33     |
| 2       | Athletic Bilbao             | 22          | 13    | 5      | 4       | 49 | 24 | 25        | 31     |
| 3       | Valencia CF                 | 22          | 11    | 5      | 6       | 60 | 52 | 8         | 27     |
| 4       | FC Barcelona                | 22          | 13    | 1      | 8       | 55 | 45 | 10        | 27     |
| 5       | FC Sevilla                  | 22          | 12    | 2      | 8       | 70 | 43 | 27        | 26     |
| 6       | Real Madrid                 | 22          | 11    | 2      | 9       | 51 | 38 | 13        | 24     |
| 7       | Espanyol Barcelona          | 22          | 10    | 2      | 10      | 50 | 54 | -4        | 22     |
| 8       | Real Oviedo                 | 22          | 7     | 2      | 13      | 36 | 63 | -27       | 16     |
| 9       | Hércules Alicante           | 22          | 7     | 2      | 13      | 28 | 67 | -39       | 16     |
| 10      | Celta de Vigo               | 22          | 7     | 1      | 14      | 45 | 51 | -6        | 15     |
| 11      | Real Zaragoza               | 22          | 5     | 4      | 13      | 26 | 41 | -15       | 14     |
| 12      | Real Murcia                 | 22          | 5     | 3      | 14      | 29 | 55 | -26       | 13     |

| Kampioen | Degradatieduel | DV = Doelpunten voor | DT = Doelpunten tegen |

* Zowel Zaragoza als Murcia verloren hun degradatieduel en degradeerden.

## Topscorers
De Pichichi-trofee wordt jaarlijks uitgereikt aan de topscorer van de Primera División.
| Speler | Goals | Club            |
| ------ | ----- | --------------- |
| Pruden | 33    | Atlético Madrid |

1929 · 1929/30 · 1930/31 · 1931/32 · 1932/33 · 1933/34 · 1934/35 · 1935/36 · 1936/37 · 1937/38 · 1938/39 · 1939/40 · 1940/41 · 1941/42 · 1942/43 · 1943/44 · 1944/45 · 1945/46 · 1946/47 · 1947/48 · 1948/49 · 1949/50 · 1950/51 · 1951/52 · 1952/53 · 1953/54 · 1954/55 · 1955/56 · 1956/57 · 1957/58 · 1958/59 · 1959/60 · 1960/61 · 1961/62 · 1962/63 · 1963/64 · 1964/65 · 1965/66 · 1966/67 · 1967/68 · 1968/69 · 1969/70 · 1970/71 · 1971/72 · 1972/73 · 1973/74 · 1974/75 · 1975/76 · 1976/77 · 1977/78 · 1978/79 · 1979/80 · 1980/81 · 1981/82 · 1982/83 · 1983/84 · 1984/85 · 1985/86 · 1986/87 · 1987/88 · 1988/89 · 1989/90 · 1990/91 · 1991/92 · 1992/93 · 1993/94 · 1994/95 · 1995/96 · 1996/97 · 1997/98 · 1998/99 · 1999/00 · 2000/01 · 2001/02 · 2002/03 · 2003/04 · 2004/05 · 2005/06 · 2006/07 · 2007/08 · 2008/09 · 2009/10 · 2010/11 · 2011/12 · 2012/13 · 2013/14 · 2014/15 · 2015/16 · 2016/17 · 2017/18 · 2018/19 · 2019/20 · 2020/21 · 2021/22 · 2022/23 · 2023/24 · 
2024/25

Europa: Champions League · Cup Winners Cup · UEFA Cup · UEFA Super Cup